# Telezentrisches Objektiv

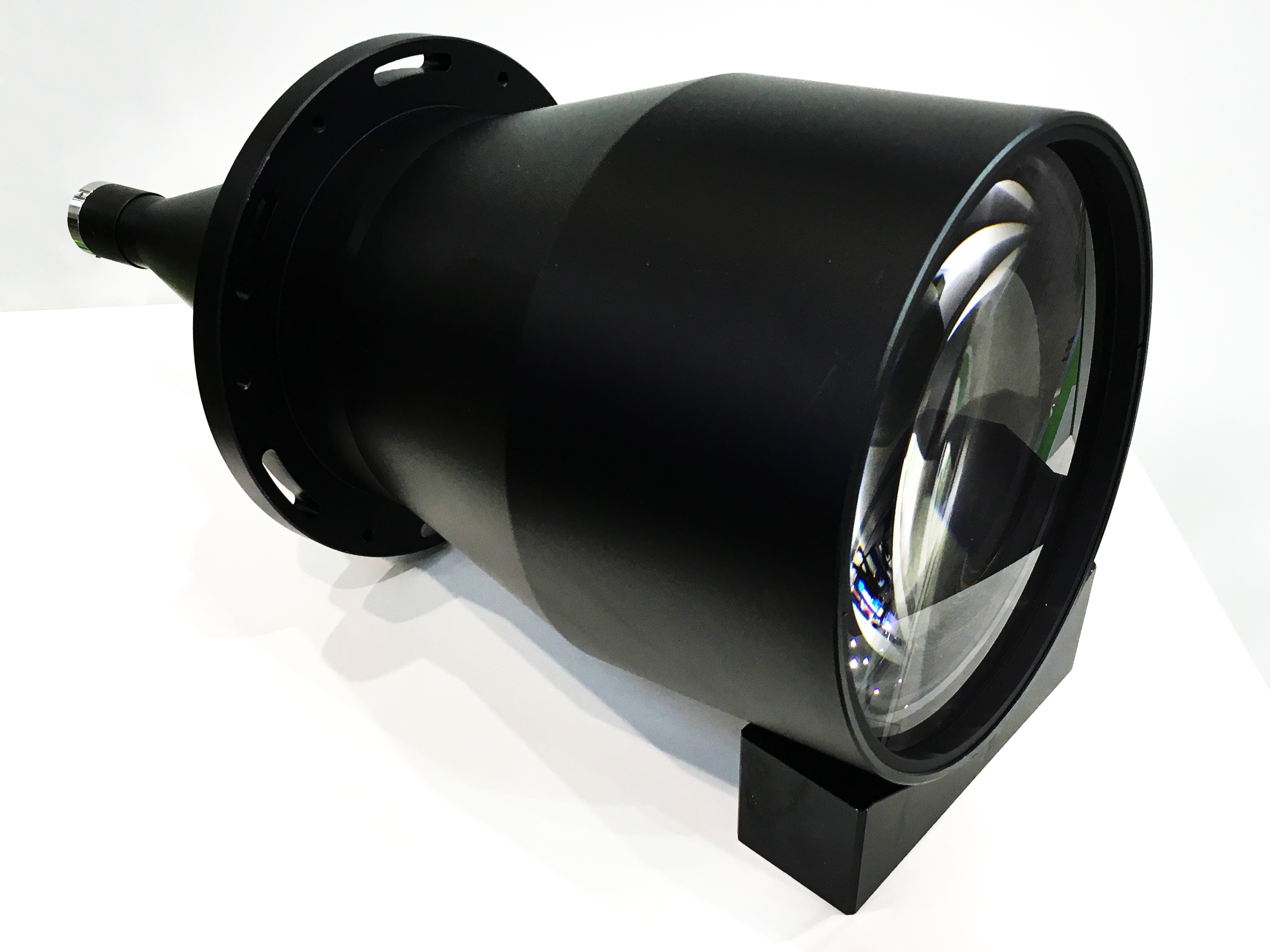
Bi-Telezentrisches Objektiv mit 208 mm Durchmesser und C-Mount

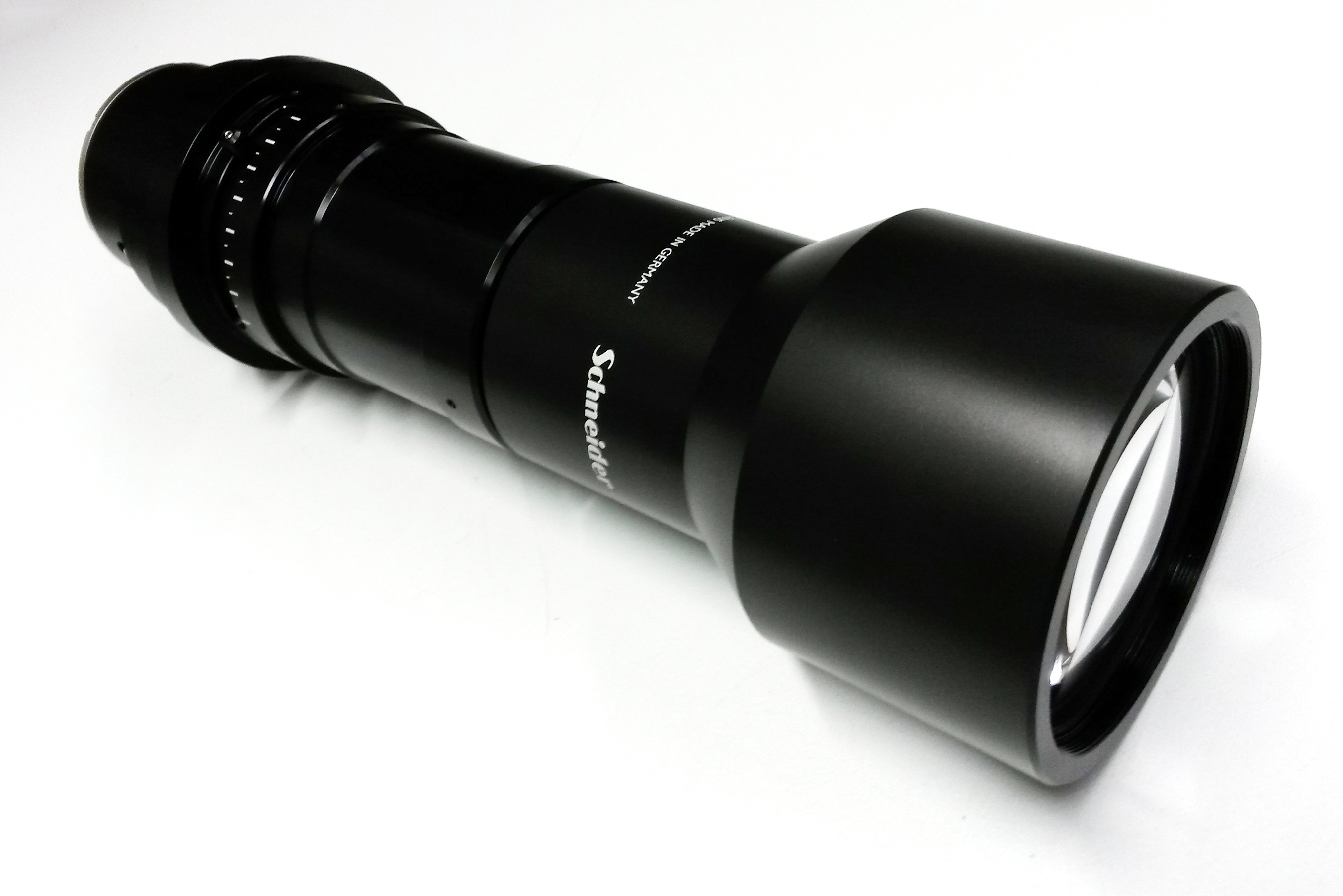
Bi-Telezentrisches Objektiv

Beidseitig telezentrischer Strahlengang

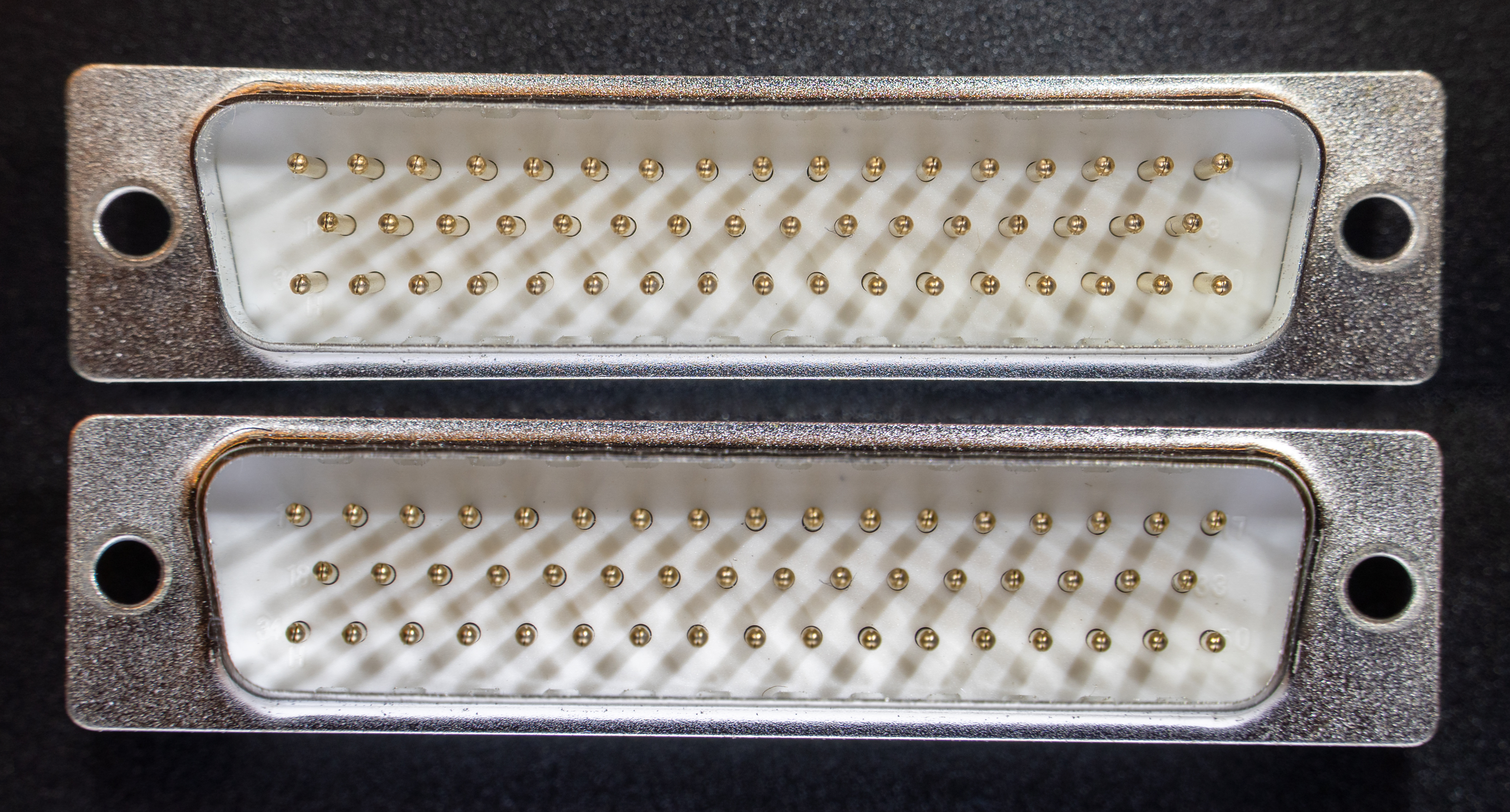
D-Sub-Stecker mit einer Brennweite von 18 mm (oben, viel Verzerrung) und 135 mm (unten, wenig Verzerrung) aufgenommen; bei einem telezentrischen Objektiv gibt es keine perspektivische Verzerrung

Telezentrische Objektive sind spezielle optische Objektive, die sich dadurch auszeichnen, dass die Eintritts- oder Austrittspupille im Unendlichen liegt. Man unterscheidet hierbei zwischen objektseitiger, bildseitiger und beidseitiger Telezentrie.
Eingesetzt werden telezentrische Objektive vor allem in Mikroskopen und in der Messtechnik, z. B. in optischen Mikrometern. Sie finden aber auch in projizierenden Systemen wie Profilprojektoren oder Fotolithografieanlagen Anwendung.
Zeigen die Hauptstrahlen linear skaliert nach innen wird von Perizentrie, wenn sie linear skaliert nach außen zeigen, wird von Entozentrie gesprochen. Die meisten normalen Objektive sind annähernd entozentrisch. Optimal entozentrische Objektive sind als verzerrungsfreie Weitwinkelobjektive im Einsatz, perizentrische finden ihre Anwendung bei der gleichzeitigen Objektinspektion (z. B. von Dosen) von mehreren Seiten.

## Objektseitige Telezentrie

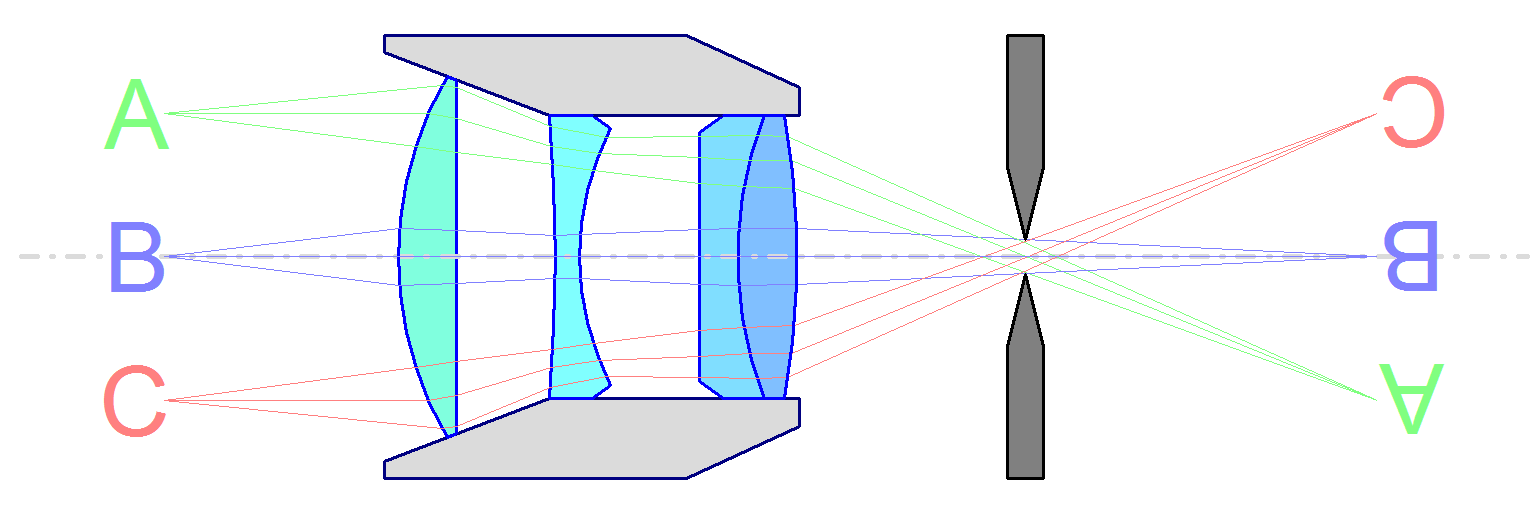
Objektseitige telezentrische Abbildung mit einem Objektiv und einer Blende (Objekt links, Bild rechts)

Ein objektseitig telezentrischer Strahlengang wird verwendet, um Objekte ohne perspektivische Verzerrung zu erfassen. Die Eintrittspupille liegt im Unendlichen, so dass die Hauptstrahlen im Objektraum alle parallel zur optischen Achse laufen. Daher muss die Frontlinse mindestens so groß sein wie das abzubildende Objekt.
Eine weitere Eigenschaft dieses Strahlengangs besteht darin, dass sich der Abbildungsmaßstab bei axialer Objektverschiebung nicht ändert. Das Bild erscheint also unabhängig vom Objektabstand immer gleich groß. Es wird aber unscharf, wenn das Objekt außerhalb der idealen Objektebene liegt. Diese Eigenschaft wird in Messobjektiven genutzt, um eine gewisse Lagetoleranz des Prüfteils zuzulassen. Der tolerierbare Abstandsbereich wird durch die Schärfentiefe bestimmt und ist in den Datenblättern angegeben. Bei Mikroskopen ermöglicht der konstante Abbildungsmaßstab eine bequeme Scharfeinstellung.
Objektseitig telezentrischer Strahlengang lässt sich am einfachsten durch eine einzelne Sammellinse mit einer Aperturblende in der bildseitigen Brennebene realisieren.

## Bildseitige Telezentrie

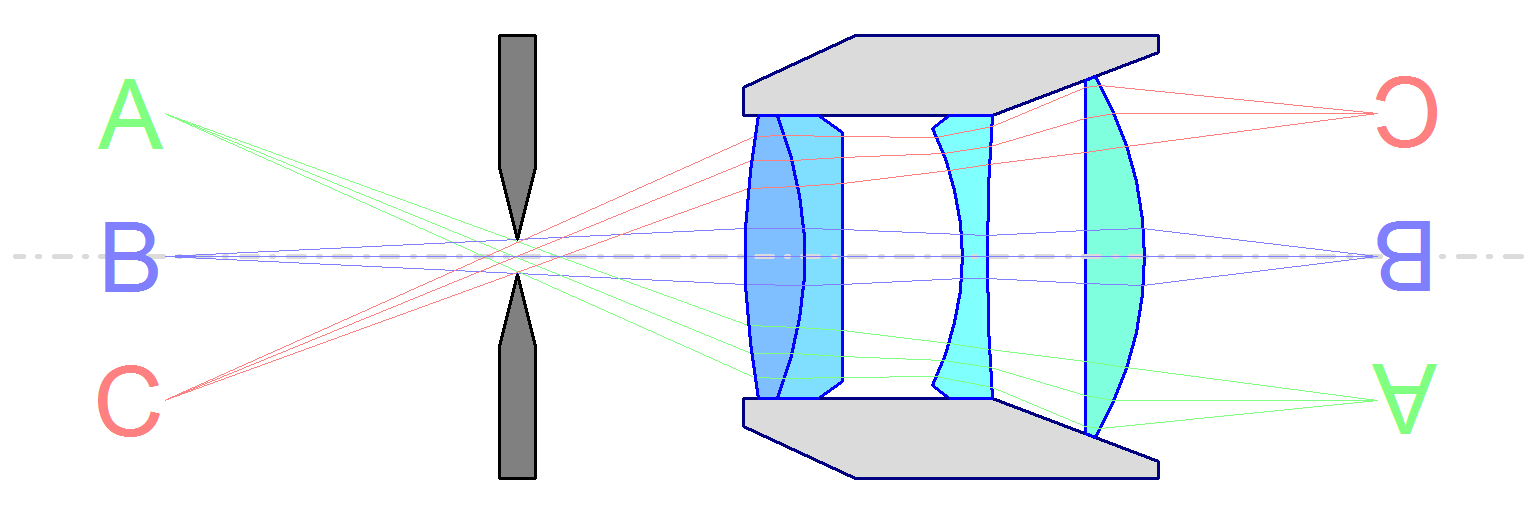
Bildseitige telezentrische Abbildung mit einer Lochblende und einem Objektiv (Objekt links, Bild rechts)

Ein bildseitig telezentrischer Strahlengang dient vor allem der Parallelisierung des Strahlenganges. Die Austrittspupille liegt im Unendlichen, so dass die Strahlenkegel alle senkrecht auf die Bildebene treffen. Der einfachste Aufbau dazu besteht aus einer einzelnen Sammellinse mit einer Aperturblende in der objektseitigen Brennebene. Im Unterschied zur rein objektseitigen Telezentrie wird die tolerierbare Objektlage hier nicht durch die Schärfentiefe begrenzt. Man kann die Bildebene ohne Veränderung des Abbildungsmaßstabs nachfokussieren. Der einfachste Aufbau dazu besteht aus zwei Sammellinsen, zwischen denen eine Aperturblende angebracht wird. Der Abstand einer Linse zur Aperturblende muss der jeweiligen Brennweite entsprechen. Ein beidseitig telezentrisches Objektiv weist theoretisch keine geometrischen Abbildungsfehler auf, wie zum Beispiel Verzeichnung.
Bei Digitalkameraobjektiven werden in der Regel keine telezentrischen Objektive mit Lochblenden eingesetzt. Einem geringen Mehrnutzen ständen lichtschwache (20 mm Brennweite bei Blende 4 an 1/3"-Sensoren), riesige (10 kg) und teurere (20.000 €) Objektive gegenüber. Dennoch können die Strahlengänge so gestaltet werden, dass alle Lichtstrahlen weitgehend senkrecht auf die Oberfläche des Bildsensors fallen, um Aberrationen bei der Brechung der Filtergläser vor dem Sensor zu reduzieren.
Verwendet werden sie bei Anwendungen, bei denen sie notwendig sind:
- Teilweise telezentrische Objektive und gleichzeitig ein großes Auflagemaß sind bei Dreichip-CCD-Kameras notwendig, damit der dichroitische Strahlteiler einsetzbar ist und hinreichend fehlerfrei arbeitet.
- Telezentrische Objektive sind vor H-Alpha-Filtern notwendig, damit Nicht-H-Alpha-Strahlung um viele Größenordnungen geblockt werden kann. Siehe dazu H-alpha-Teleskop.
- Messtechnik
- Fotolithografische Herstellungsverfahren

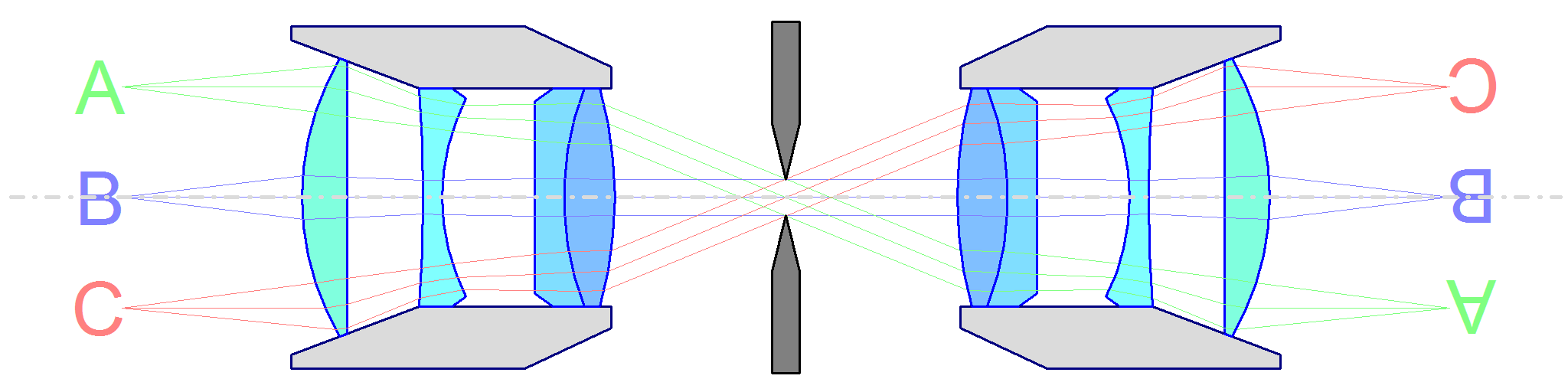
Beidseitige telezentrische Abbildung mit zwei konfokal angeordneten Objektiven und einer Lochblende im gemeinsamen Brennpunkt

## Telezentrie in der Beleuchtung
In der Messtechnik kommen teilweise auch telezentrische Objektive (einfacher Bauart) in der Beleuchtung zum Einsatz.